# Pertinàs
Pertinàs   (segle II - Bizanci, 187) (en grec antic: Περτίναξ) va ser bisbe de Bizanci durant dinou anys, del 169 al 187.
El que es coneix de la seva vida se sap per l'obra de Doroteu de Tir titulada Synopsis de vita et morte prophetarum, apostolorum et discipulorum Domini. Diu que era un oficial d'altra graduació de l'exèrcit romà i que va ser enviat a Tràcia amb el grau de comandant.
Es va posar malalt i va sentir parlar d'una nova religió, el cristianisme, on els seus fidels obraven tota mena de miracles. Va buscar consell parlant amb el bisbe Alipi de Bizanci. Quan es va curar de la malaltia, Pertinàs va suposar que era degut a les oracions del bisbe i es va convertir al cristianisme. Després d'un curt període, Alipi el va ordenar sacerdot. Quan Alipi va morir el va succeir com a bisbe de Bizanci. Es creu que ho va ser a partir de l'any 169, però algunes fonts diuen que el 169 va ser l'any en què va ser ordenat sacerdot.